# Агріш (Сату-Маре)
Агріш (рум. Agriș) — село у повіті Сату-Маре в Румунії. Адміністративний центр комуни Агріш.
Село розташоване на відстані 450 км на північний захід від Бухареста, 13 км на північний схід від Сату-Маре, 130 км на північ від Клуж-Напоки.

## Населення
За даними перепису населення 2002 року у селі проживала 1081 особа.
Національний склад населення села:
| Національність | Кількість осіб | Відсоток |
| -------------- | -------------- | -------- |
| угорці         | 1001           | 92,6%    |
| румуни         | 67             | 6,2%     |
| українці       | 12             | 1,1%     |

Рідною мовою назвали:
| Мова       | Кількість осіб | Відсоток |
| ---------- | -------------- | -------- |
| угорська   | 1006           | 93,1%    |
| румунська  | 63             | 5,8%     |
| українська | 12             | 1,1%     |